# Franciscus Petrus Cornelissen de Schooten
Franciscus Petrus Cornelissen de Schooten (Antwerpen, 29 juli 1744 - Schoten, 11 mei 1827) was een Zuid-Nederlands edelman.

## Geschiedenis
- In 1734 werd Jan Baptist Cornelissen, ontvanger-generaal van de stad Antwerpen, door keizer Karel VI in de erfelijke adel verheven.
- In 1810 verleende Napoleon I de persoonlijke titel graaf aan Jacques-Joseph de Cornelissen de Weynsbrouck, kamerheer van de keizer, en broer van Franciscus Petrus.

## Genealogie
- Jan Baptist Cornelissen (1703-1792), heer van Schooten, x Jeanne Osy, xx Isabelle Martini
  - Franciscus Petrus Cornelissen de Schooten (zie hierna)
  - Jacob Cornelissen de Weynsbroeck (1757-1813), comte d'empire
    - Jean-Baptiste Cornelissen (1788-1848), x Joséphine Stier
      - Jacques Cornelissen (zie hierna)

## Franciscus Cornelissen
Franciscus Petrus Cornelissen de Schooten was bewaker van de Munt in Antwerpen. Hij trouwde in 1768 met Marie-Thérèse de Man (1748-1818).
Ze kregen een enige dochter, Marie-Thérèse Cornelissen (1769-1843), die trouwde met François Ullens (1769-1819). Zij was de laatste naamdraagster.
In 1822 werd hij erkend in de erfelijke adel.

## Jacques Cornelissen
Jacques-Adrien Cornelissen de Weynsbrouck (Wommelgem, 3 juni 1806 - Valpelline, 9 september 1868) werd burgemeester van Spa. Hij was een kleinneef van Franciscus Petrus, een zoon van Jan Baptist Cornelissen, en een kleinzoon van Jacob Cornelissen, burgemeester van Antwerpen en auditeur bij de Raad van State. 
Jacques-Adrien trouwde in 1836 met Charlotte Drake y Castillo (1809-1838). Hij trad in tweede huwelijk met haar zus Anne Drake y Castillo (1821-1894), met wie hij een enige zoon had, Charles Cornelissen de Weysbrouck (1841-1912). Deze zoon trouwde, maar bleef kinderloos. Bij zijn dood stierf de familietak uit.